# Килмарнок, Вилли
Вилли Килмарнок (англ. Willie Kilmarnock; 16 января 1922, Эрвин, Айршир — 7 июня 2009, Эрвин) — шотландский футболист, который, в первую очередь известен по выступлениям за «Мотеруэлл», в составе которого стал обладателем Кубка Шотландии в 1952 году. Он также играл за «Эйрдрионианс» и «Эрвин Мидоу»
Килмарнок играл за сборную Шотландии в неофициальных международных матчах во время Второй Мировой войны и за сборную Шотландской лиги.